# Kosa-Initiative
Die Volksinitiative «Nationalbankgewinne für die AHV», auch kurz «Kosa-Initiative» genannt, war eine Schweizer Volksinitiative, die in der Volksabstimmung vom 24. September 2006 mit einem Volksmehr von 58,3 % Nein-Stimmen und einem Ständemehr von 18 5/2 gegen 2 1/2 Kantonen abgelehnt wurde.
Die Kosa-Initiative, die ihren Namen von einem Komitee für eine sichere AHV (Kosa) ableitet, wurde hauptsächlich von der SP unterstützt. Sie verlangte, dass der jährliche Reingewinn der Schweizerischen Nationalbank, etwa durch Goldverkäufe, abzüglich einer Milliarde Franken für die Kantone, künftig an die AHV geht, um deren Betrieb zu sichern.

## Chronologie
Am 27. März 2001 prüfte die schweizerische Bundeskanzlei die Volksinitiative vor und verfügte – gestützt auf Art. 68, Art. 69 BPR Art. 23 VPR –, dass die eingereichte Unterschriftenliste den gesetzlichen Normen entspreche.  Das Sammeln der Unterschriften durfte vom 10. April 2001 bis zum 10. Oktober 2002 erfolgen, eingereicht wurde die Initiative jedoch schon am 9. Oktober 2002. Nach dem Zustandekommen der Initiative durch die Bundeskanzlei am 7. November 2002 unterbreitete der Bundesrat am 20. August 2003 der Bundesversammlung seine Botschaft zur Volksinitiative. Das Parlament beschloss am 16. Dezember 2005, Volk und Ständen die Ablehnung der Volksinitiative zu empfehlen.

## Wortlaut
Die Volksinitiative hatte folgenden Wortlaut:
Die Bundesverfassung vom 18. April 1999 wird wie folgt geändert:
Art. 99 Abs. 44
4Der Reingewinn der Nationalbank geht an den Ausgleichsfonds der Alters- und Hinterlassenenversicherung. Vorbehalten bleibt ein Anteil der Kantone von einer Milliarde Franken jährlich; das Gesetz kann diesen Betrag der Preisentwicklung anpassen.
II
Die Übergangsbestimmungen der Bundesverfassung werden wie folgt ergänzt:
Art. 197 (neu)
1. Übergangsbestimmung zu Art. 99 Abs. 4 (neu)

## Indirekter Gegenentwurf
Die Bundesversammlung verabschiedete gleichzeitig mit ihrem Bundesbeschluss zur Volksinitiative ein Bundesgesetz, das als indirekter Gegenentwurf zur Initiative konzipiert war. Das Bundesgesetz sollte nur in Kraft treten, wenn die Volksinitiative abgelehnt wird, was in diesem Fall zutraf.
Der dem Bund nach Artikel 99 Absatz 4 der Bundesverfassung zufallende Anteil am Erlös aus dem Verkauf der von der Nationalbank für die Währungspolitik nicht 
mehr benötigten 1300 Tonnen Gold wird dem Ausgleichsfonds der Alters- und 
Hinterlassenenversicherung gutgeschrieben. 
Art. 2 Referendum und Inkrafttreten
1 Dieses Gesetz untersteht dem fakultativen Referendum. 
2 Der Bundesrat veröffentlicht das Gesetz im Bundesblatt, wenn die Volksinitiative «Nationalbankgewinne für die AHV» zurückgezogen oder abgelehnt worden ist. 
3 Das Gesetz tritt in Kraft am ersten Tag des zweiten Monates nach dem unbenützten Ablauf der Referendumsfrist oder am ersten Tag des vierten Monats nach Annahme des Gesetzes in der Volksabstimmung. 

## Argumente

### Argumente des Initiativkomitees
- Da die geburtenstarken Jahrgänge (Baby-Boomer) in nicht allzu ferner Zukunft das Rentenalter erreichen werden, brauche die AHV Mehreinnahmen. Dies könne mit den Nationalbankgewinnen gesichert werden, ohne dass die Mehreinnahmen in Form einer Erhöhung der Mehrwertsteuer auf den Bürger abgewälzt werden müsse.

- Die Initiative trage den Bedenken der Kantone Rechnung. Sie erhielten weiterhin 1 Milliarde Franken pro Jahr. Das sei doppelt so viel, wie die Kantone in den 90er Jahren durchschnittlich erhielten. Zudem: Die Kantone und der Bund hätten von der Nationalbank bereits 21,1 Milliarden Franken Golderlös erhalten. Schulden und Zinslasten seien dadurch gesunken. Jetzt solle auch die AHV profitieren.[7]

### Argumente von Bundesrat und Parlament
- Das Problem der Finanzierung der AHV werde mit der Änderung des Verteilschlüssels nicht gelöst; sie verschöbe nur die nötigen Reformen um einige Jahre, hälfe der AHV aber langfristig nicht.
- Die Rechnung, die vom Initiativkomitee gemacht wird, dass die SNB der AHV auf lange Sicht 1 bis 2 Milliarden auszahlen könne, halte einer genaueren Prüfung nicht stand, denn dieser Betrag werde nach dem Abbau der Ausschüttungsreserve markant zurückgehen. Mit dem indirekten Gegenentwurf würden dem AHV-Fonds einmalig 7 Milliarden Franken zufliessen. Dies verhelfe dem Fonds kurzfristig zu mehr Substanz im Hinblick auf grundlegende Reformen und erwecke zudem keine falschen Hoffnungen.
- Die Initiative erschliesse insgesamt keine neuen Finanzquellen, sondern verteile lediglich die vorhandenen Mittel um. Würden diese an einem Ort eingesetzt, so fehlten sie an einem andern. Bei Annahme der Initiative entgingen dem Bund Einnahmen. Sein finanzieller Handlungsspielraum werde eingeschränkt, und es mangele ihm an Mitteln für andere wichtige Aufgaben wie z. B. Bildung und Forschung. Er müsse daher entweder neue Einnahmequellen finden oder in anderen Bereichen sparen. Auch die Kantone würden in den kommenden Jahren empfindliche Einbussen erleiden.
- Die Verknüpfung des geld- und währungspolitischen Auftrags der Nationalbank mit einem sozialpolitischen Zweck öffne ein weites Feld für politische Einflussnahmen. Langfristig könne die Nationalbank nämlich nur rund 1 Milliarde Franken pro Jahr auszahlen, also deutlich weniger, als das Initiativkomitee erwartet. Deshalb werde sie zunehmend unter politischen Druck geraten, ihre Gewinne zu steigern. Dafür müsste sie beispielsweise die Geldmenge erhöhen, was die Preisstabilität gefährde, oder grosse Risiken bei der Anlage der Währungsreserven eingehen. All dies würde die verfassungsmässig gewährleistete Unabhängigkeit der Nationalbank bedrohen.[7]

## Volksabstimmung

### Parteipositionen
Die Grünen, die SP und die EVP haben die Ja-Parole beschlossen; die CVP, die FDP, die SVP und die EDU haben die Nein-Parole beschlossen.

### Ergebnisse
| Kanton                           | Ja (%) | Nein (%) | Beteiligung (%) |
| -------------------------------- | ------ | -------- | --------------- |
| Zürich                           | 40,5 % | 59,5 %   | 50,50 %         |
| Bern                             | 42,5 % | 57,5 %   | 44,59 %         |
| Luzern                           | 36,8 % | 63,2 %   | 49,04 %         |
| Uri                              | 34,1 % | 65,9 %   | 39,29 %         |
| Schwyz                           | 34,1 % | 65,9 %   | 51,46 %         |
| Obwalden                         | 25,1 % | 74,9 %   | 47,23 %         |
| Nidwalden                        | 26,6 % | 73,4 %   | 48,91 %         |
| Glarus                           | 33,5 % | 66,5 %   | 41,47 %         |
| Zug                              | 33,2 % | 66,8 %   | 54,35 %         |
| Freiburg                         | 39,7 % | 60,3 %   | 49,57 %         |
| Solothurn                        | 43,5 % | 56,5 %   | 46,64 %         |
| Basel-Stadt                      | 53,6 % | 46,4 %   | 56,16 %         |
| Basel-Landschaft                 | 45,5 % | 54,5 %   | 51,46 %         |
| Schaffhausen                     | 42,5 % | 57,5 %   | 65,98 %         |
| Appenzell Ausserrhoden           | 33,8 % | 66,2 %   | 51,57 %         |
| Appenzell Innerrhoden            | 25,1 % | 74,9 %   | 44,47 %         |
| St. Gallen                       | 39,4 % | 60,6 %   | 47,81 %         |
| Graubünden                       | 37,8 % | 62,2 %   | 43,95 %         |
| Aargau                           | 37,0 % | 63,0 %   | 45,26 %         |
| Thurgau                          | 33,8 % | 66,2 %   | 45,16 %         |
| Tessin                           | 57,5 % | 42,5 %   | 44,64 %         |
| Waadt                            | 46,1 % | 53,9 %   | 51,82 %         |
| Wallis                           | 36,5 % | 63,5 %   | 48,73 %         |
| Neuenburg                        | 41,8 % | 58,2 %   | 52,21 %         |
| Genf                             | 51,3 % | 48,7 %   | 54,77 %         |
| Jura                             | 49,8 % | 50,2 %   | 45,17 %         |
| Schweizerische Eidgenossenschaft | 41,7 % | 58,3 %   | 48,75 %         |